# Schweriner See (Storkow)
Der Schweriner See liegt im Stadtgebiet von Storkow (Mark) im Landkreis Oder-Spree in Brandenburg. Namensgeber des 2,37 km² großen Gewässers ist der Storkower Ortsteil Schwerin, der sich am Südufer befindet.

## Geographie
Der Schweriner See ist Bestandteil des Naturschutzgebietes Groß Schauener Seenkette und des Naturparks Dahme-Heideseen.
Im Osten geht der Schweriner See über eine 80 Meter breite Verbindung in den Bugker See über. Die Woppuschhalbinsel und eine ihr vorgelagerte Insel grenzen den See nach Norden hin zum Großen Selchower See ab.
Bis dicht an die Südwestspitze des Sees reicht das Naturschutzgebiet Linowsee-Dutzendsee heran. Den Kern des Schutzgebiets bilden der Linowsee und das Verlandungsmoor des ehemaligen Dutzendsees, die über verschiedene Gräben in den Schweriner See entwässern.

## Ökologie
Als Teil einer Flachwasserseenkette bildet der kalkreiche See keine Temperaturschichtung aus. Er ist zum Großteil von einem Verlandungsgürtel mit unterschiedlich dichtem Bruchwald umgeben. Am nordwestlichen Ufer grenzt ein Waldgebiet an. Die maximale Ausdehnung beträgt 2,9 Kilometer in West-Ost-Richtung und 1,2 Kilometer von Nord nach Süd. Das Einzugsgebiet umfasst 30 km².
Seit April 2000 ist die Groß Schauener Seenkette, die Lebensraum für bestandsbedrohte Pflanzen- und Tierarten bietet, als Naturschutzgebiet ausgewiesen. Im Januar 2002 erwarb die Heinz-Sielmann-Stiftung über 1000 Hektar Seen- und Landflächen dieses Areals (Sielmanns Naturlandschaft Groß Schauener Seen), mit ihnen auch den Schweriner See.

## Freizeit, Tourismus, Sport
In speziellen Bereichen des Sees ist das Angeln erlaubt.